# Gandolfo Sacchi
Gandolfo Sacchi conosciuto anche come Gandolfo da Binasco (Binasco, 1200/1201 – Polizzi Generosa, 3 aprile 1260) è stato un francescano italiano, è venerato come santo e beato ed era patrono della città di Polizzi Generosa.

## Biografia

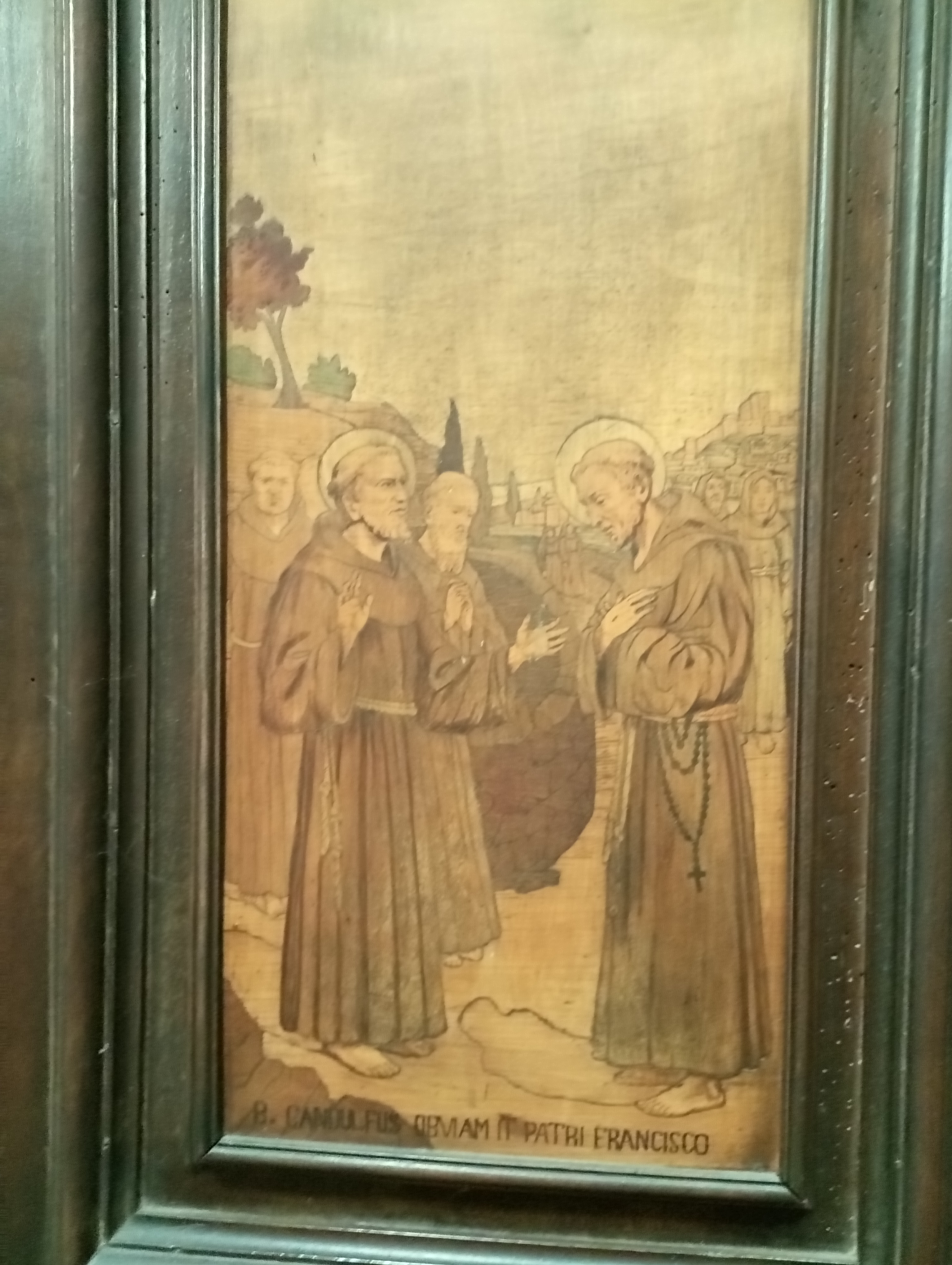
Il Beato Gandolfo incontra San Francesco: tarsia lignea policroma di Giacomo Bellotti da Treviso su disegni del pittore Luigi Migliavacca. Stalli del coro della Chiesa Parrocchiale di Binasco

Nacque a Binasco intorno al 1200 da una nobile e agiata famiglia. 
Sin da bambino sentì profondo il desiderio di consacrare la sua vita a Dio, tanto che i primi nomi che imparò furono proprio Gesù e Maria.  
Entrò nell'Ordine dei frati minori di San Francesco nel 1224, studiò a Pavia ed ebbe come suo maestro di teologia sant'Antonio di Padova. 
Nei primi mesi del 1260, insieme ad un fratello compagno frate Pasquale, percorse le strade delle Madonie per svolgere la predicazione. Nel gennaio del 1260 giunse a Polizzi Generosa dove rimase sino alla morte, il 3 aprile 1260.

## Culto
Nel 1320 i cittadini di Polizzi chiesero al vescovo di Cefalù di proclamarlo loro patrono e che si introducessero due feste liturgiche, una delle quali tuttora esistente. Nel 1482 venne commissionata allo scultore Domenico Gagini un'arca marmorea per conservarne le spoglie mortali.
Il suo elogio si legge nel Martirologio romano al 3 aprile:

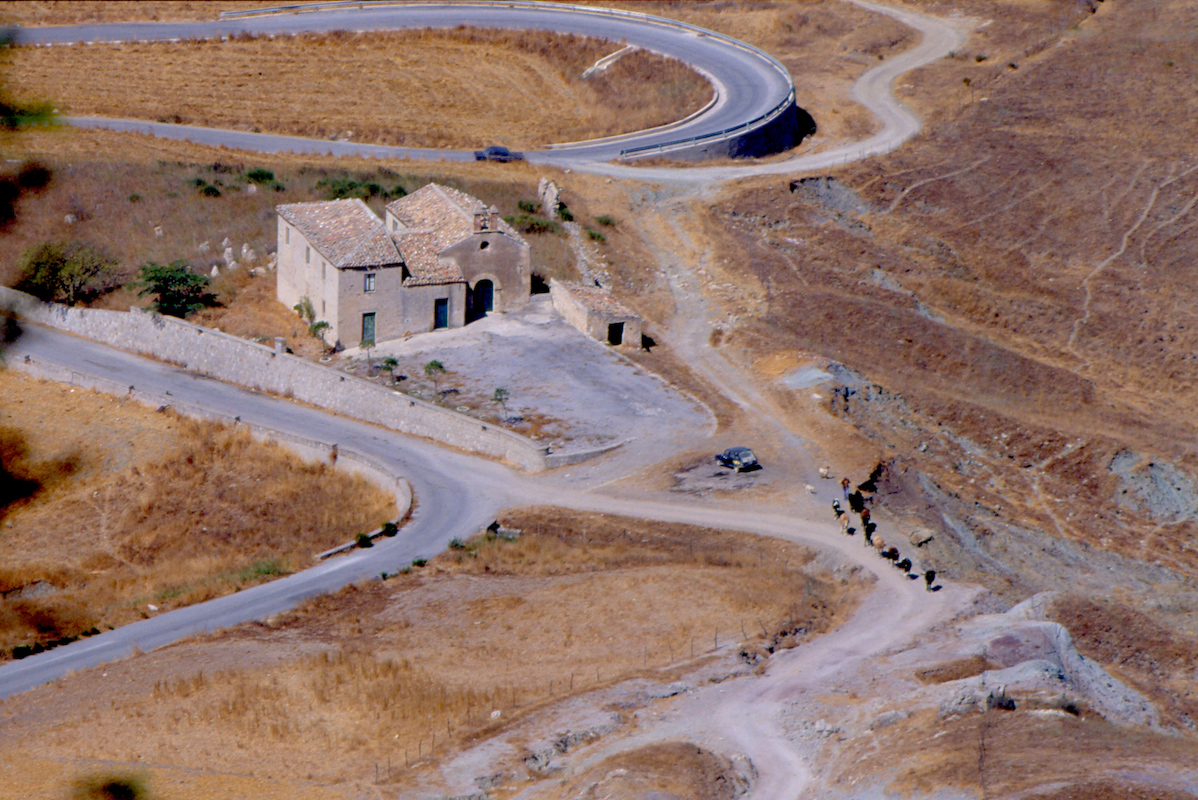
Santuario-eremo dove San Gandolfo nel 1260 compì il primo miracolo; il dono della parola ad un sordomuto